# Полежалово (Окуловский район)
Полежалово — деревня в Окуловском муниципальном районе Новгородской области, относится к Боровёнковскому сельскому поселению.
Деревня расположена на Валдайской возвышенности, в 36 км к северо-западу от Окуловки (70 км по автомобильной дороге), до административного центра сельского поселения — посёлка Боровёнка 26 км (40 км по автомобильной дороге).
Неподалёку от Полежалова расположены деревни: Верховик (менее 1 км) на юге и Данилово (3 км) на востоке.
| 2010 |
| ---- |
| 3    |

## История
До 2005 года деревня входила в число населённых пунктов подчинённых администрации Висленеостровского сельсовета.

## Транспорт
Ближайшая железнодорожная станция расположена в Торбино.